# 11133 Kumotori
11133 Kumotori è un asteroide della fascia principale. Scoperto nel 1996, presenta un'orbita caratterizzata da un semiasse maggiore pari a 2,7766443 UA e da un'eccentricità di 0,0549312, inclinata di 10,69667° rispetto all'eclittica.